# Le Mesnil-Germain
Le Mesnil-Germain település Franciaországban, Calvados megyében. Lakosainak száma 262 fő (2018. január 1.). Le Mesnil-Germain Auquainville, Cheffreville-Tonnencourt, Fervaques, Le Mesnil-Durand, Saint-Germain-de-Livet és Sainte-Marguerite-des-Loges községekkel határos.

## Népesség
A település népességének változása:
| Lakosok száma | 258  | 193  | 240  | 216  | 218  | 250  | 273  | 274  | 265  | 262  |
|               | 1962 | 1968 | 1982 | 1990 | 1999 | 2008 | 2011 | 2013 | 2017 | 2018 |